# Sadjat
Sadjat II. (poslovenjeno Močni oče) je bil tretji kralj lidijske Mermnadske dinastije, ki je vladal od okoli 629-618 pr. n. št., 624-610 pr. n. št. ali 603–591 pr. n. št., * ni znano, † 617 pr. n. št.
Sadjat je bil sin kralja Ardisa II. in je, po Herodotu, vladal dvanajst let. Grki so ga po lidijskem bogu Hermesu imenovali Candaules, davitelj psov.  Herodot v svojih Zgodbah omenja tudi to, da se je boril proti medijskemu kralju Kjaksaruju in skupaj z Medijci pregnal Kimerijce iz Male Azije, zavzel Smirno, ki so jo ustanovili naseljenci iz Kolofona, in napadel Klazomeno in Milet.
Po nekaterih virih pa ga je ubil nekdanji prijatelj Gig, ki je verjetno živel pol stoletja prej.  Na prestolu ga je nasledil sin Aliat II., ki je nadaljeval vojno z Jonskimi Grki.

## Vira
- Bury, J. B.; Meiggs, Russell (1975) [1900]. A History of Greece.  Fourth Edition). London: MacMillan Press. ISBN 0-333-15492-4.
- Herodotus (1975) [1954]. Burn, A. R.; de Sélincourt, Aubrey, ur. The Histories. London: Penguin Books. ISBN 0-14-051260-8.

| Sadjat Rojen: 7. stoletje pr. n. št. Umrl: 617 pr. n. št. |                                                                               |                      |
| Vladarski nazivi                                          |                                                                               |                      |
| Predhodnik: Ardis II.                                     | Kralj Lidije 629-618 pr. n. št. ali 624-610 pr. n. št. ali 603–591 pr. n. št. | Naslednik: Aliat II. |